# Lee Dong-keun (Badminton)
Lee Dong-keun (* 20. November 1990) ist ein südkoreanischer Badmintonspieler.

## Karriere
Lee Dong-keun gewann bei der Badminton-Juniorenweltmeisterschaft 2008 Bronze im Herreneinzel und Silber mit dem südkoreanischen Team. 2011 siegte er bei den Vietnam International. Bei den Macau Open 2011 schied er jedoch schon in Runde eins aus. Auch bei den Asienmeisterschaften 2012 war schon in der Auftaktrunde Endstation. 2012 qualifizierte er sich mit seiner Nationalmannschaft für die Endrunde des Thomas Cups. 2015 gewann er das Herreneinzel beim Mexico City Grand Prix.